# Жан Сівіаль
Жан Сівіаль (Jean Civiale; нар. 5 липня 1792 — пом. 13 червня 1867) — французький хірург та уролог, який у 1823 році винайшов хірургічний інструмент літотрит і провів трансуретральну літотрипсію, першу відому малоінвазивну операцію з дроблення каменів усередині сечового міхура без розкриття черевної порожнини (літотомія). Щоб видалити камінь, Сівіаль вставив інструмент через уретру і просверлив отвори в камені. Після цього він подрібнив його тим же інструментом та аспірував отримані фрагменти або дозволив їм нормально вийти з сечею.
Сівіаль заснував першу у світі клініку урології в лікарні Некер в Парижі.
Сівіаль також визнано піонером доказової медицини. У 1835 році Академія наук у Парижі замовила звіт про статистичні дослідження, які він проводив у широкому масштабі по всій Європі, з метою довести, що літотрипсія сечового міхура краща за літотомію. Сівіаль вперше застосував метод порівняння відносної смертності між обома групами пацієнтів і виявив, що новий метод літотрипсії мав 7 смертей при 307 операціях (2,2 %), тоді як старий метод літотомії мав 1024 смерті при 5443 операціях (18,8 %). За це дослідження він отримав у 1836 році премію Монтіона від Академії; звіт був опублікований у 1836 році під назвою Parallèle des divers moyens de traiter les calculeux. Одним із членів комітету був відомий математик Сімеон Пуассон; як наслідок, Академія рекомендувала краще вивчати медичне використання ймовірності .
Серед багатьох студентів Сівіаля, сер Генрі Томпсон, британський хірург та уролог, який перевіз інструмент і техніку до Великої Британії і прославився після операції бельгійського короля Леопольда I.
У 1840 році Сівіаль був обраний іноземним членом Шведської королівської академії наук.

## Основні публікації
- De la Lithotritie, ou brolement de la pierre, (Paris, 1827)
- Lettres sur la Lithotritie, &c. (1827)
- Traite pratique et historique de la Lithotritie (1847)
- Resultats Cliniques de la Lithotritie pendent les Annes 1860–64 (1865)